# Coupe de France de rugby à XIII 1947-1948
Navigation
Édition précédente Édition suivante
La Coupe de France de rugby à XIII 1947-1948 est la dixième édition de la Coupe de France, compétition à élimination directe. Organisée par la Fédération française de jeu à XIII, elle met aux prises des clubs français et voit la victoire du club du R.C. Marseille au stade Chapou à Toulouse, qui bat en finale le tenant du titre l'A.S. Carcassonne. Il s'agit du premier titre du club marseillais dans cette compétition.
L'édition 1948 met notamment aux prises les clubs du Championnat de France de première division auxquels se sont joints deux clubs de divisions inférieures. Les clubs s'affrontent par tour d'élimination directe.

## Déroulement de la compétition
Les quatorze clubs de première division intègrent la Coupe de France à partir des seizièmes de finales. Pour déterminer les deux derniers clubs à prendre part aux huitièmes de finale, une compétition à élimination directe est mise en place entre clubs amateurs.

### 1ertour de la phase de qualification
| 11 janvier 1948 | Miramont | Forfait de Courbevoie | Courbevoie | Cahors |
| 11 janvier 1948 |          |                       |            | Cahors |
| 11 janvier 1948 |          |                       |            | Cahors |

| 11 janvier 1948 | Facture | - | Catalans de Paris | Saintes |
| 11 janvier 1948 |         |   |                   | Saintes |
| 11 janvier 1948 |         |   |                   | Saintes |

| 11 janvier 1948 | Villeneuve B | - | Roanne B ou Lyon B | Brive-la-Gaillarde |
| 11 janvier 1948 |              |   |                    | Brive-la-Gaillarde |
| 11 janvier 1948 |              |   |                    | Brive-la-Gaillarde |

| 11 janvier 1948 | Carcassonne B | - | Girondins | Tonneins |
| 11 janvier 1948 |               |   |           | Tonneins |
| 11 janvier 1948 |               |   |           | Tonneins |

| 11 janvier 1948 | Tonneins XIII | 27 - 5 | Saint-Juéry | Figeac |
| 11 janvier 1948 |               |        |             | Figeac |
| 11 janvier 1948 |               |        |             | Figeac |

| 11 janvier 1948 | Thuir | 5 - 3 | Apt | Orange |
| 11 janvier 1948 |       |       |     | Orange |
| 11 janvier 1948 |       |       |     | Orange |

| 11 janvier 1948 | Orange | 23 - 0 | Bédarieux | Avignon |
| 11 janvier 1948 |        |        |           | Avignon |
| 11 janvier 1948 |        |        |           | Avignon |

| 11 janvier 1948 | R.C. Carpentras | 5 - 0 | Figeac | Carcassonne |
| 11 janvier 1948 |                 |       |        | Carcassonne |
| 11 janvier 1948 |                 |       |        | Carcassonne |

### 2etour de la phase de qualification
|  | Tonneins XIII | 9 - 3 | Carcassonne B | [[]] |
|  |               |       |               | [[]] |
|  |               |       |               | [[]] |

|  | Miramont | 12 - 0 | Thuir | [[]] |
|  |          |        |       | [[]] |
|  |          |        |       | [[]] |

|  | R.C. Carpentras | 10 - 3 | Orange | [[]] |
|  |                 |        |        | [[]] |
|  |                 |        |        | [[]] |

### 3etour de la phase de qualification
| 22 février 1948 | R.C. Carpentras | - | Tonneins XIII | [[]] |
| 22 février 1948 |                 |   |               | [[]] |
| 22 février 1948 |                 |   |               | [[]] |

| 22 février 1948 | Facture XIII | 15 - 0 | Miramont | [[]] |
| 22 février 1948 |              |        |          | [[]] |
| 22 février 1948 |              |        |          | [[]] |

## Liste des équipes en compétition à partir des seizièmes de finales
| \| RC Marseille Facture US Villeneuve Libourne Toulouse olympique XIII SO Avignon Bordeaux XIII FC Lézignan AS Carcassonne RC Roanne RC Carpentras US Lyon-Villeurbanne Paris rugby XIII XIII Catalan RC Albigeois SU Cavaillon \| Clubs prenant part à la Coupe de France de rugby à XIII 1947-1948 à partir des seizièmes de finales. |
| RC Marseille Facture US Villeneuve Libourne Toulouse olympique XIII SO Avignon Bordeaux XIII FC Lézignan AS Carcassonne RC Roanne RC Carpentras US Lyon-Villeurbanne Paris rugby XIII XIII Catalan RC Albigeois SU Cavaillon |

| Clubs de Première division (14) | Clubs amateurs (2)       |
| arrivent en 8e de finale        | arrivent en 8e de finale |
| ------------------------------- | ------------------------ |
| RC Albigeois                    | Facture XIII             |
| SO Avignon                      | RC Carpentras            |
| Entente Bordeaux-Bayonne        |                          |
| AS Carcassonne                  |                          |
| SU Cavaillon                    |                          |
| FC Lézignan                     |                          |
| Libourne XIII                   |                          |
| US Lyon-Villeurbanne            |                          |
| RC Marseille                    |                          |
| Paris rugby XIII                |                          |
| RC Roanne                       |                          |
| Toulouse olympique XIII         |                          |
| US Villeneuve                   |                          |
| XIII Catalan                    |                          |

Les clubs de Facture XIII et du RC Carpentras se sont qualifiés via des tours préalables entre clubs amateurs. Le club de Facture s'impose sur Miramont 21-0 le 26 février 1948, et le club de Carpentras face au Tonneins XIII.

## Tableau final
|  | Huitièmes de finale                  | Huitièmes de finale                  |                         |    | Quarts de finale            | Quarts de finale            |  |  | Demi-finales avril 1948 | Demi-finales avril 1948 |  |  | Finale 9 mai 1948        | Finale 9 mai 1948        |
|  | Huitièmes de finale                  | Huitièmes de finale                  |                         |    | Quarts de finale            | Quarts de finale            |  |  | Demi-finales avril 1948 | Demi-finales avril 1948 |  |  | Finale 9 mai 1948        | Finale 9 mai 1948        |
|  |                                      |                                      |                         |    |                             |                             |  |  |                         |                         |  |  |                          |                          |
|  | Le 29 février 1948 à Aix-en-Provence | Le 29 février 1948 à Aix-en-Provence |                         |    | Le 28 mars 1948 à Perpignan | Le 28 mars 1948 à Perpignan |  |  | à Béziers               | à Béziers               |  |  | stade Chapou de Toulouse | stade Chapou de Toulouse |
|  | Le 29 février 1948 à Aix-en-Provence | Le 29 février 1948 à Aix-en-Provence |                         |    | Le 28 mars 1948 à Perpignan | Le 28 mars 1948 à Perpignan |  |  | à Béziers               | à Béziers               |  |  | stade Chapou de Toulouse | stade Chapou de Toulouse |
|  | R.C. Marseille                       | 30                                   |                         |    | Le 28 mars 1948 à Perpignan | Le 28 mars 1948 à Perpignan |  |  | à Béziers               | à Béziers               |  |  | stade Chapou de Toulouse | stade Chapou de Toulouse |
|  | R.C. Marseille                       | 30                                   |                         |    | Le 28 mars 1948 à Perpignan | Le 28 mars 1948 à Perpignan |  |  | à Béziers               | à Béziers               |  |  | stade Chapou de Toulouse | stade Chapou de Toulouse |
|  | Facture XIII                         | 12                                   |                         |    | Le 28 mars 1948 à Perpignan | Le 28 mars 1948 à Perpignan |  |  | à Béziers               | à Béziers               |  |  | stade Chapou de Toulouse | stade Chapou de Toulouse |
|  | Facture XIII                         | 12                                   | R.C. Marseille          | 5  |                             |                             |  |  | à Béziers               | à Béziers               |  |  | stade Chapou de Toulouse | stade Chapou de Toulouse |
|  | Le 29 février 1948 à Périgueux       |                                      | R.C. Marseille          | 5  |                             |                             |  |  | à Béziers               | à Béziers               |  |  | stade Chapou de Toulouse | stade Chapou de Toulouse |
|  |                                      | U.S. Villeneuve                      | 0                       |    |                             |                             |  |  | à Béziers               | à Béziers               |  |  | stade Chapou de Toulouse | stade Chapou de Toulouse |
|  | U.S. Villeneuve                      | U.S. Villeneuve                      | 0                       | 22 |                             |                             |  |  | à Béziers               | à Béziers               |  |  | stade Chapou de Toulouse | stade Chapou de Toulouse |
|  | U.S. Villeneuve                      | Le 28 mars 1948 à Marmande           |                         | 22 |                             |                             |  |  | à Béziers               | à Béziers               |  |  | stade Chapou de Toulouse | stade Chapou de Toulouse |
|  | Libourne XIII                        | 3                                    |                         |    |                             |                             |  |  | à Béziers               | à Béziers               |  |  | stade Chapou de Toulouse | stade Chapou de Toulouse |
|  | Libourne XIII                        | 3                                    | R.C. Marseille          | 34 |                             |                             |  |  |                         |                         |  |  | stade Chapou de Toulouse | stade Chapou de Toulouse |
|  | Le 29 février 1948 à Perpignan       |                                      | R.C. Marseille          | 34 |                             |                             |  |  |                         |                         |  |  | stade Chapou de Toulouse | stade Chapou de Toulouse |
|  |                                      | Toulouse olympique XIII              | 27                      |    |                             |                             |  |  |                         |                         |  |  | stade Chapou de Toulouse | stade Chapou de Toulouse |
|  | Toulouse olympique XIII              | Toulouse olympique XIII              | 27                      | 10 |                             |                             |  |  |                         |                         |  |  | stade Chapou de Toulouse | stade Chapou de Toulouse |
|  | Toulouse olympique XIII              |                                      |                         | 10 |                             |                             |  |  |                         |                         |  |  | stade Chapou de Toulouse | stade Chapou de Toulouse |
|  | S.O. Avignon                         | 0                                    |                         |    |                             |                             |  |  |                         |                         |  |  | stade Chapou de Toulouse | stade Chapou de Toulouse |
|  | S.O. Avignon                         | 0                                    | Toulouse olympique XIII | 18 |                             |                             |  |  |                         |                         |  |  | stade Chapou de Toulouse | stade Chapou de Toulouse |
|  | Le 29 février 1948 à Albi            |                                      | Toulouse olympique XIII | 18 |                             |                             |  |  |                         |                         |  |  | stade Chapou de Toulouse | stade Chapou de Toulouse |
|  |                                      | Bordeaux XIII                        | 14                      |    |                             |                             |  |  |                         |                         |  |  | stade Chapou de Toulouse | stade Chapou de Toulouse |
|  | Bordeaux XIII                        | Bordeaux XIII                        | 14                      | 15 |                             |                             |  |  |                         |                         |  |  | stade Chapou de Toulouse | stade Chapou de Toulouse |
|  | Bordeaux XIII                        | Le 28 mars 1948 à Bordeaux           |                         | 15 |                             |                             |  |  |                         |                         |  |  | stade Chapou de Toulouse | stade Chapou de Toulouse |
|  | F.C. Lézignan                        | 7                                    |                         |    |                             |                             |  |  |                         |                         |  |  | stade Chapou de Toulouse | stade Chapou de Toulouse |
|  | F.C. Lézignan                        | 7                                    | R.C. Marseille          | 5  |                             |                             |  |  |                         |                         |  |  |                          |                          |
|  | Le 29 février 1948 à Avignon         |                                      | R.C. Marseille          | 5  |                             |                             |  |  |                         |                         |  |  |                          |                          |
|  |                                      | A.S. Carcassonne                     | 4                       |    |                             |                             |  |  |                         |                         |  |  |                          |                          |
|  | A.S. Carcassonne                     | A.S. Carcassonne                     | 4                       | 15 |                             |                             |  |  |                         |                         |  |  |                          |                          |
|  | A.S. Carcassonne                     |                                      |                         | 15 |                             |                             |  |  |                         |                         |  |  |                          |                          |
|  | R.C. Carpentras                      | 5                                    |                         |    |                             |                             |  |  |                         |                         |  |  |                          |                          |
|  | R.C. Carpentras                      | 5                                    | A.S. Carcassonne        | 16 |                             |                             |  |  |                         |                         |  |  |                          |                          |
|  | Le 29 février 1948 à Lyon            |                                      | A.S. Carcassonne        | 16 |                             |                             |  |  |                         |                         |  |  |                          |                          |
|  |                                      | R.C. Roanne                          | 9                       |    |                             |                             |  |  |                         |                         |  |  |                          |                          |
|  | R.C. Roanne                          | R.C. Roanne                          | 9                       | 8  |                             |                             |  |  |                         |                         |  |  |                          |                          |
|  | R.C. Roanne                          | Le 28 mars 1948 à Roanne             |                         | 8  |                             |                             |  |  |                         |                         |  |  |                          |                          |
|  | U.S. Lyon-Villeurbanne               | 0                                    |                         |    |                             |                             |  |  |                         |                         |  |  |                          |                          |
|  | U.S. Lyon-Villeurbanne               | 0                                    | A.S. Carcassonne        | 16 |                             |                             |  |  |                         |                         |  |  |                          |                          |
|  | Le 29 février 1948 à Toulouse        |                                      | A.S. Carcassonne        | 16 |                             |                             |  |  |                         |                         |  |  |                          |                          |
|  |                                      | Paris rugby XIII                     | 4                       |    |                             |                             |  |  |                         |                         |  |  |                          |                          |
|  | Paris rugby XIII                     | Paris rugby XIII                     | 4                       | 17 |                             |                             |  |  |                         |                         |  |  |                          |                          |
|  | Paris rugby XIII                     |                                      |                         | 17 |                             |                             |  |  |                         |                         |  |  |                          |                          |
|  | XIII Catalan                         | 5                                    |                         |    |                             |                             |  |  |                         |                         |  |  |                          |                          |
|  | XIII Catalan                         | 5                                    | Paris rugby XIII        | 21 |                             |                             |  |  |                         |                         |  |  |                          |                          |
|  | Le 29 février 1948 à Carcassonne     |                                      | Paris rugby XIII        | 21 |                             |                             |  |  |                         |                         |  |  |                          |                          |
|  |                                      | R.C. Albigeois                       | 5                       |    |                             |                             |  |  |                         |                         |  |  |                          |                          |
|  | R.C. Albigeois                       | R.C. Albigeois                       | 5                       | 17 |                             |                             |  |  |                         |                         |  |  |                          |                          |
|  | R.C. Albigeois                       |                                      |                         | 17 |                             |                             |  |  |                         |                         |  |  |                          |                          |
|  | S.U. Cavaillon                       | 10                                   |                         |    |                             |                             |  |  |                         |                         |  |  |                          |                          |
|  | S.U. Cavaillon                       | 10                                   |                         |    |                             |                             |  |  |                         |                         |  |  |                          |                          |

## Finale - 9 mai 1948
(mt : ? - ?)
Points marqués :
- Marseille : 1 essai de Pérez (78e) ; 1 drop de Fachan.
- Carcassonne : 2 drops de Puig-Aubert.

Arbitre : ?
Spectateurs : 
Composition des équipes :
- Marseille : Jean Fachan - Dachs, André Hatchondo, Paul Césard, Rodriguez - André Rouzaud (o), Jean Dop (m) - Marius Miseroux, Henri Durand, André Béraud, Ulysse Négrier, Élie Brousse, Raoul Pérez - Entraîneur : Jean Duhau
- Carcassonne : Puig-Aubert - Frédéric Trescazes, Louis Llari, Joseph Maso, Cassou - Félix Bergèse (o), Roger Guilhem (m) - Louis Mazon, Martin Martin, Jean Poch, Henri Moutou, Édouard Ponsinet, Germain Calbète - Entraîneur : Antoine Blain

Dans cette rencontre disputée au stade Chapou de Toulouse, Carcassonne se pose en favori malgré sa défaite la semaine précédente en finale du Championnat de France contre Roanne (2-3). Elle est toutefois privé de Py, et compte des joueurs handicapés par des blessures tels Puig-Aubert, Germain Calbète et Jean Poch. Marseille de son côté est au repos depuis le 25 avril.
Carcassonne domine le match et contrôle le score à la suite de deux drops de Puig-Aubert contre un drop de Frachan permettant aux Canaris de mener 4-2. Mais à la 78e, une relance depuis son en-but de Jean Dop puis une percée d'André Hatchondo lance Raoul Pérez qui parcourt 50 mètres pour inscrire l'unique essai du match. Marseille remporte là son premier titre de son histoire sur le score de 5-4. Pour Carcassonne, sa fin d'année laisse un goût amer avec deux défaites en finale du Championnat et de la Coupe en enchaînant quatre matchs difficiles en quatre dimanches d'affilée.